# Dorfkirche Nermsdorf

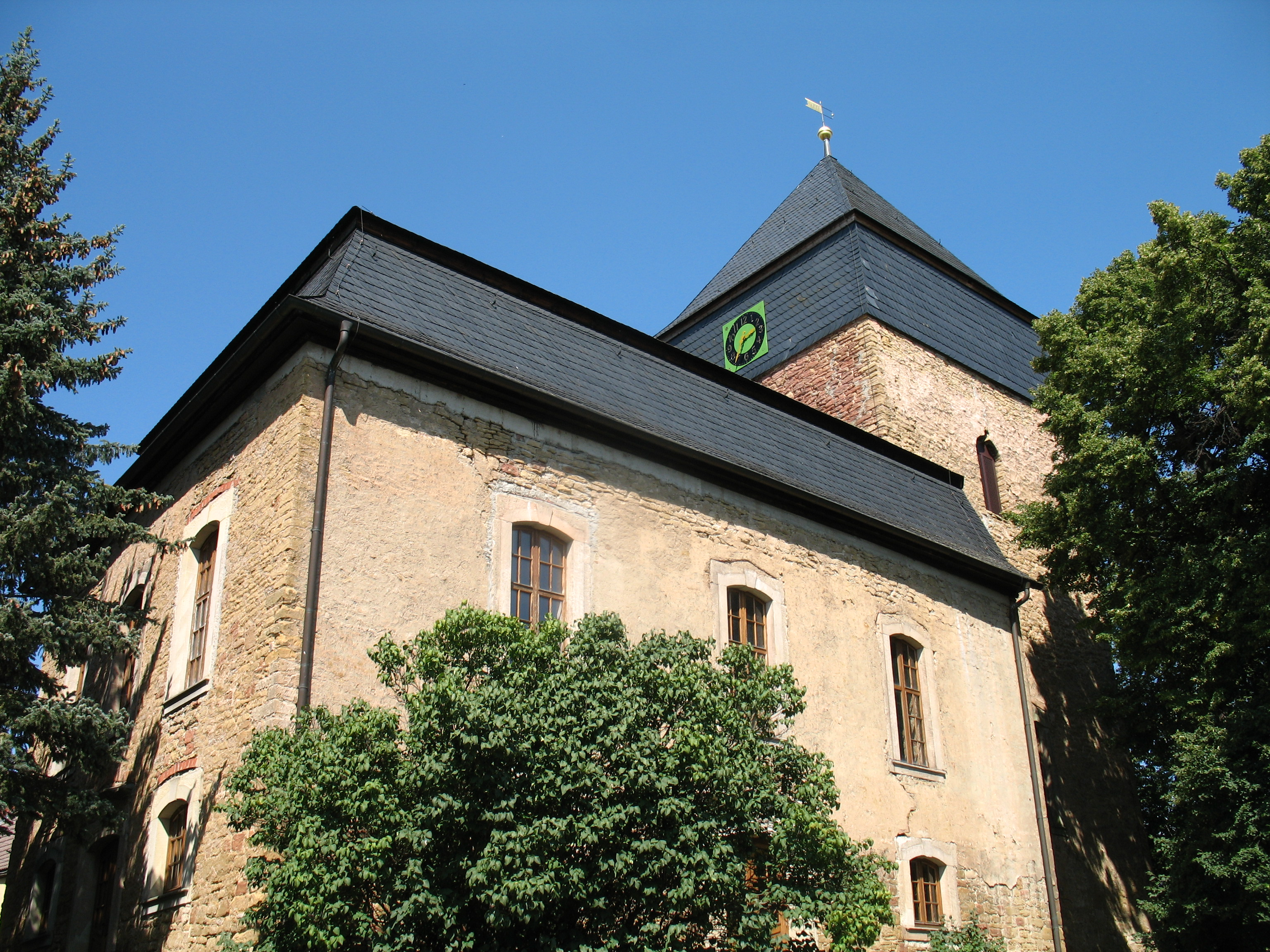
Die Kirche

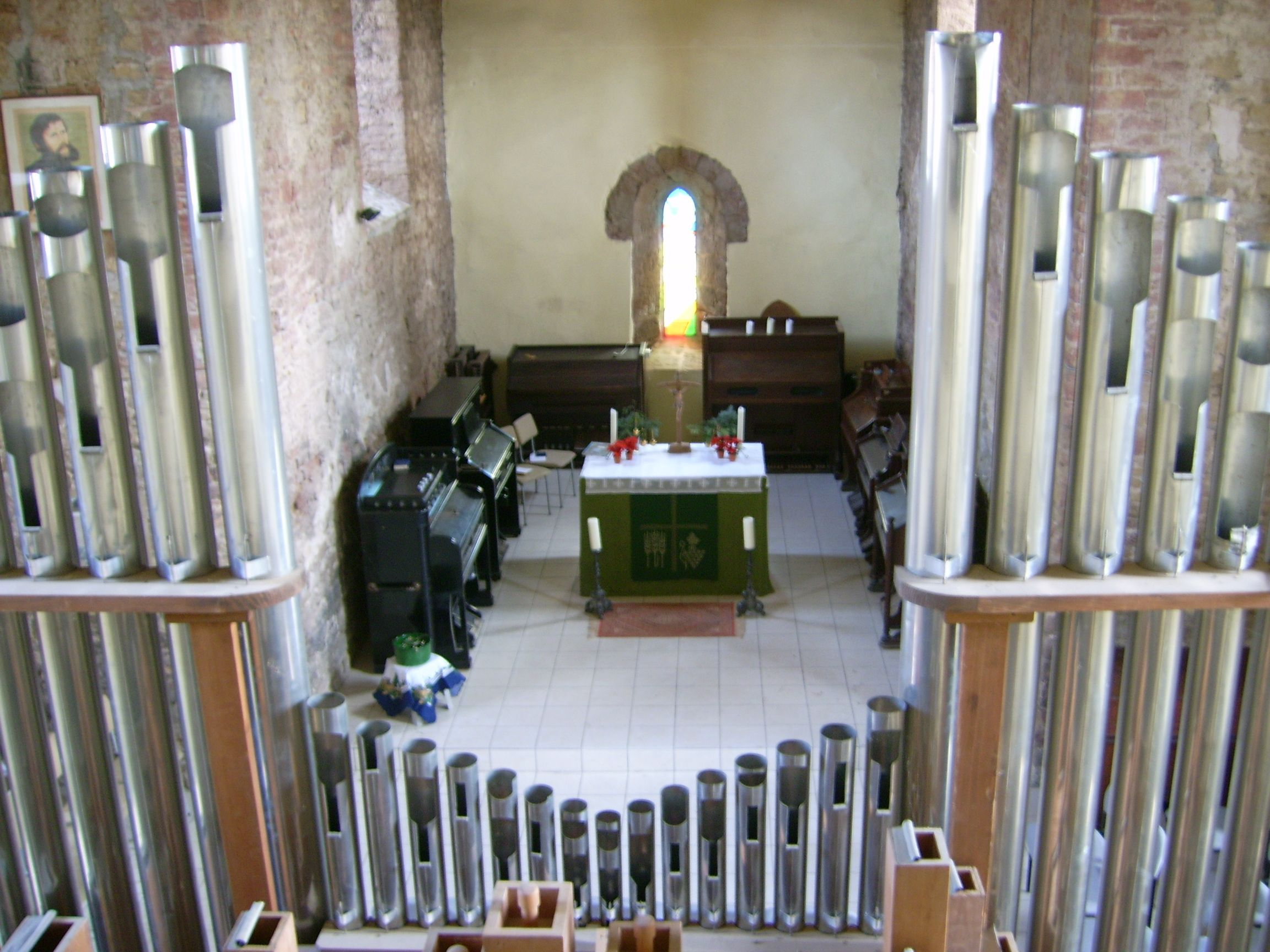
Kirchenschiff aus der Winterkirche gesehen

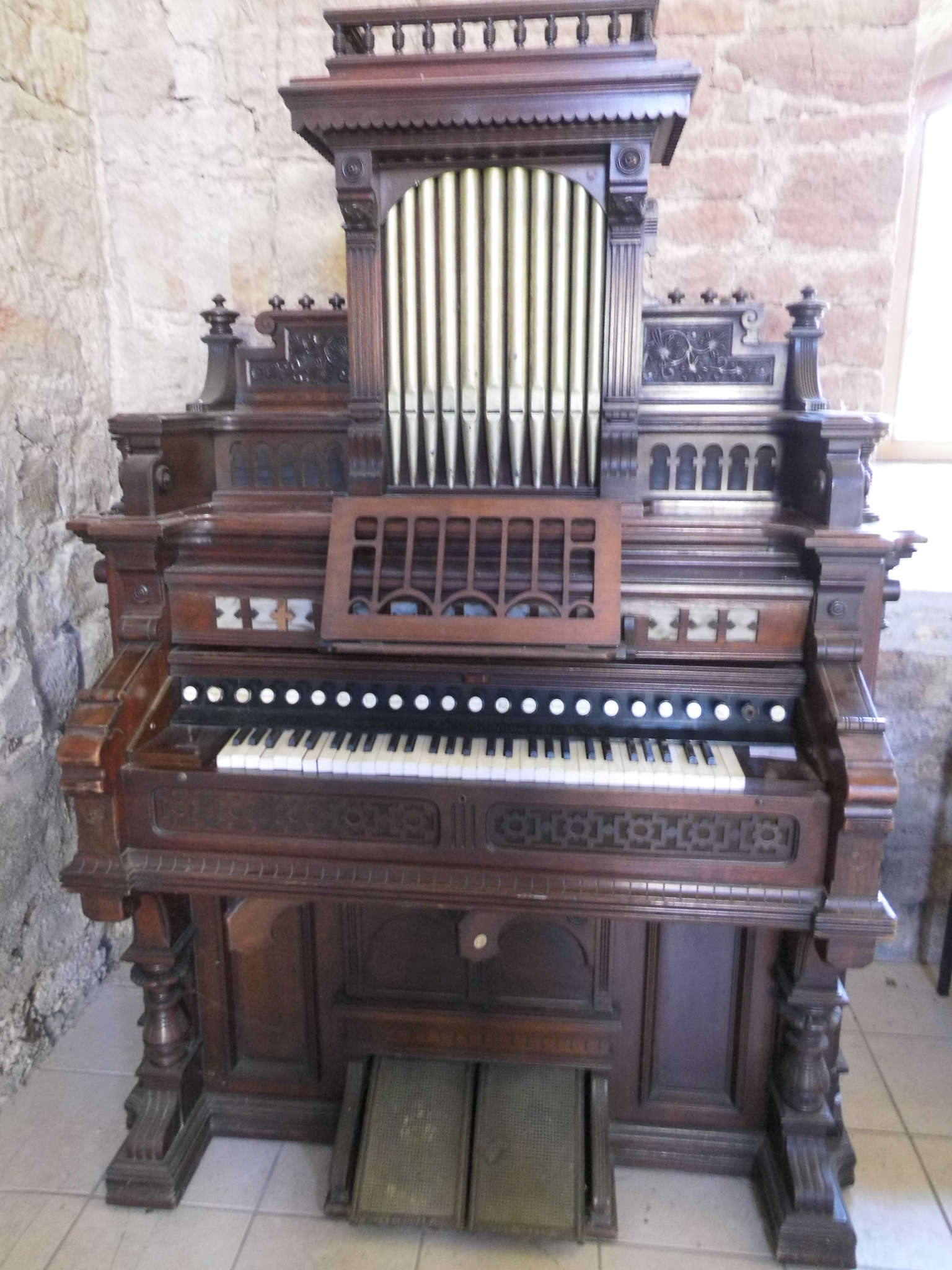
Harmonium

Die evangelische Dorfkirche Nermsdorf (St. Laurentiuskirche) steht im Ort Nermsdorf in der Landgemeinde Am Ettersberg im Landkreis Weimarer Land in Thüringen. Sie gehört zur Kirchengemeinde Buttelstedt im Pfarrbereich 12-Kirchenland im Kirchenkreis Apolda-Buttstädt der Evangelischen Kirche in Mitteldeutschland.

## Geschichte
Im Jahre 1988 brannte die Dorfkirche Nermsdorf durch einen technischen Defekt der Fußbodenheizung bis auf die Umfassungsmauern nieder.
Seit 1999 erfolgte schrittweise der Wiederaufbau.
Beibehalten wurde das barocke äußere Erscheinungsbild des Kirchenschiffes. Das Kircheninnere gestaltete man modern.
Aus Kostengründen musste auf die Rekonstruktion des barocken Zwiebelturms verzichtet werden.
Dem Kirchenbrand sind beide Glocken zum Opfer gefallen. Die 1590 von  Eckhard[t] Kucher (Erfurt) gegossene Bronzeglocke steht heute vor der Kirche und zeigt allen ihre offene Wunde. Am 18. Oktober 1988 ist sie beim Kirchenbrand vom Turm gefallen und geborsten. Ironie des Schicksals – den Glockenfriedhof von Hamburg hatte sie überlebt. Auch die 1928 von Franz Schilling Söhne (Apolda) als Nr. 10633 gegossene Bronzeglocke stand mit zwei Rissen bis zum 17. Juli 2009 hinter der Kirche auf dem Rasen und befindet sich nun im Kirchenschiff. Im Turm läutet eine 1928 gegossene Bronzeglocke der Firma Gebrüder Ulrich / Heinrich Ulrich GmbH  (Apolda). 1988 hat sie das Bistum Magdeburg (aus einem Ort bei Dessau) der Kirchgemeinde geschenkt. Im Juli 2002 konnte sie in den Turm gehangen werden.
Auch die Orgel fiel dem Kirchenbrand zum Opfer. 1998/00 konnte Norbert Sperschneider (Weimar) eine Th. Kuhn AG (Zürich) – Orgel aus dem Jahr 1916 als Geschenk der Kirchgemeinde Schlatt aus der Schweiz einbauen.
In der Kirche entstand ein kleines Museum für Harmonien aus aller Welt. Ein Harmonium ist ein Tasteninstrument und  verwandt mit dem Akkordeon, aber auch mit der Orgel. Als einstmalige Außenstelle des  Orgelmuseums in Bechstedtstraß sind hier einige interessante Instrumente vereint.
In der Winterkirche auf der ersten Empore ist das Heimatmuseum untergebracht. Mit mehreren Tafeln und Schaustücken gibt es Auskunft über die Geschichte des Ortes.